# Tang Taj-cung kínai császár
Tang Tai Zong (唐太宗; pinjin: Táng Tàizōng, magyar átírásban Tang Taj-cung), (599. január 23. – 649. július 10.) a Tang-dinasztiából származó kínai császár 626 és 649 között. Sokan illetik a harcos császár jelzővel.

## Élete
599. január 23-án született, apja Kao Cu (Gao Zu) kínai császár volt. A hivatalos történetírás szerint apja, a Tang-dinasztia első uralkodója, még életében átadta neki a császári hatalmat, azonban vannak arra utaló jelek, hogy valójában államcsínyről volt szó, ami során megölette testvérét és lemondatta apját a trónról. Uralkodása alatt ravasz politikussá vált és terjeszkedő politikát folytatott. Az ő életében érte el a Tang Birodalom legnagyobb kiterjedését, s ekkor érte el hatalma csúcsát is és ezért nagy tisztelet övezte őt.
A császár uralkodása alatt ezek mellett a 620-as évektől kezdve megteremtette a hivatalnokvizsgák rendszerét, megalapozta a törvénykezést.

## Lásd még
- A Tang-dinasztia családfája

| Előző uralkodó: Tang Kao-cu | Kínai császár 626 – 649 | Következő uralkodó: Tang Kao Cung |